# French Championships de 1964
O French Championships de 1964 foi um torneio de tênis disputado nas quadras de saibro do Stade Roland Garros, em Paris, na França, entre 19 e 30 de maio. Corresponde à 63ª edição.

## Finais

### Profissional
| Categoria | Evento    | Campeã(s)(o/ões)                    | Vice-campeã(s)(o/ões)            | Resultado          | Chave(s)  | Chave(s)       |
| --------- | --------- | ----------------------------------- | -------------------------------- | ------------------ | --------- | -------------- |
| Simples   | Masculino | Manuel Santana                      | Nicola Pietrangeli               | 6–3, 6–1, 4–6, 7–5 | principal | qualificatório |
| Simples   | Feminino  | Margaret Court                      | Maria Esther Bueno               | 5–7, 6–1, 6–2      | principal | qualificatório |
| Duplas    | Masculino | Roy Emerson Ken Fletcher            | John Newcombe Tony Roche         | 7–5, 6–3, 3–6, 7–5 | principal | principal      |
| Duplas    | Feminino  | Margaret Court Lesley Turner Bowrey | Norma Baylon Helga Schultze      | 6–3, 6–1           | principal | principal      |
| Duplas    | Misto     | Margaret Court Ken Fletcher         | Lesley Turner Bowrey Fred Stolle | 6–3, 4–6, 8–6      | principal | principal      |

### Juvenil
| Categoria | Evento    | Campeã(s)(o/ões) | Vice-campeã(s)(o/ões) | Resultado | Chave(s)  | Chave(s)       |
| --------- | --------- | ---------------- | --------------------- | --------- | --------- | -------------- |
| Simples   | Masculino | Cliff Richey     | Georges Goven         | 6–4, 6–2  | principal | qualificatório |
| Simples   | Feminino  | Nicole Seghers   | Elena Subirats        | 6–3, 6–3  | principal | qualificatório |